# Taquarituba
Taquarituba là một đô thị ở bang São Paulo. Vị trí địa lý 23º31'59" độ vĩ nam và 49º14'40" độ vĩ tây. Dân số năm 2004 ước tính là 23.749 người. Đô thị này có độ cao 618 m trên mực nước biển, có diện tích 448,14 km².

## Địa lý

### Các đô thị giáp ranh
- Bắc: Tejupá
- Nam: Coronel Macedo và Itaí
- Đông: Itaí
- Tây: Taguaí và Coronel Macedo

### Sông ngòi
- Rio Taquari
- Represa de Jurumirim

### Transporte
- Empresa Auto Onibus Manoel Rodrigues

### Các xa lộ
- SP-249
- SP-255

## Một vài hình ảnh

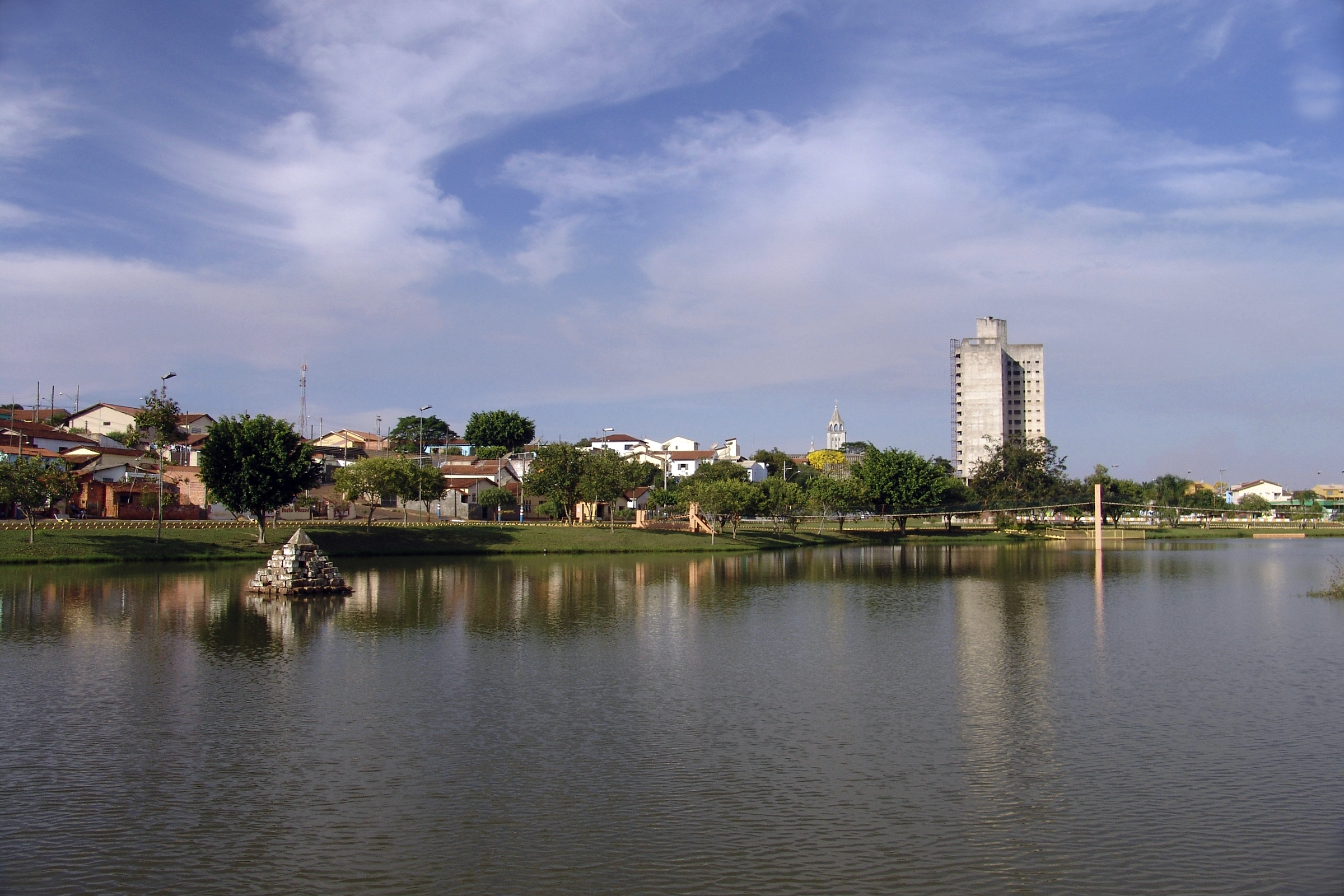
Vista no lago ornamental
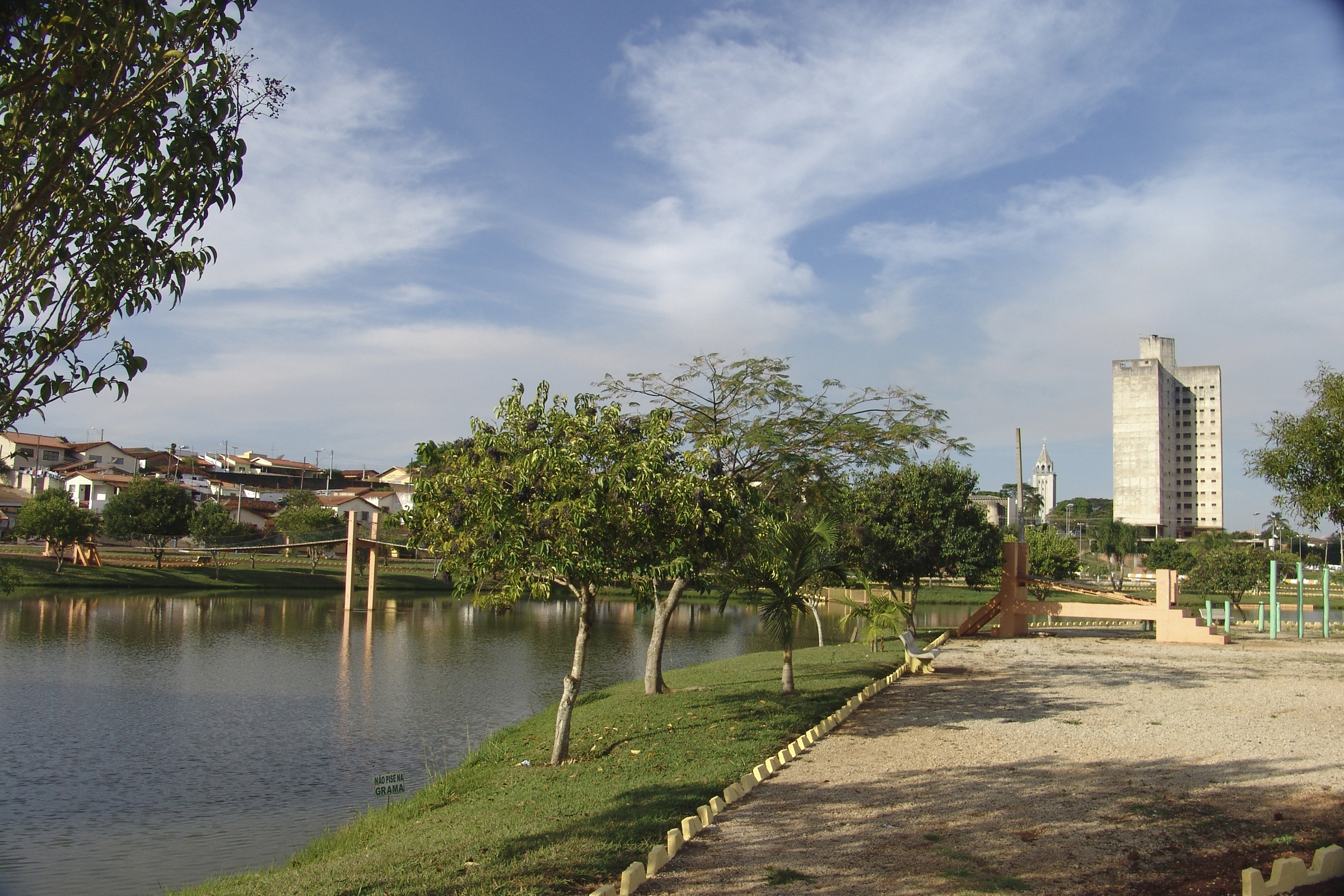
Vista no lago ornamental
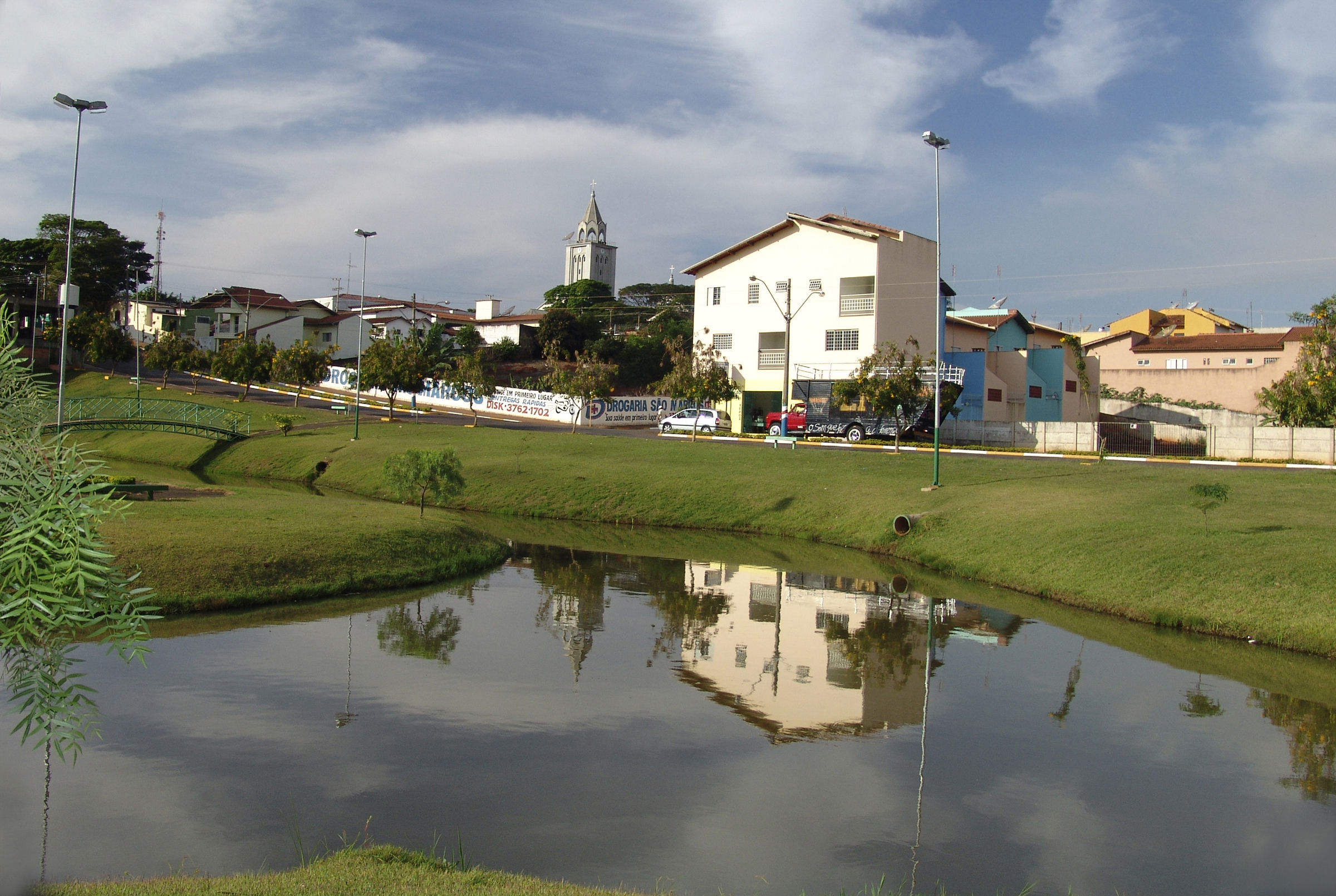
Vista
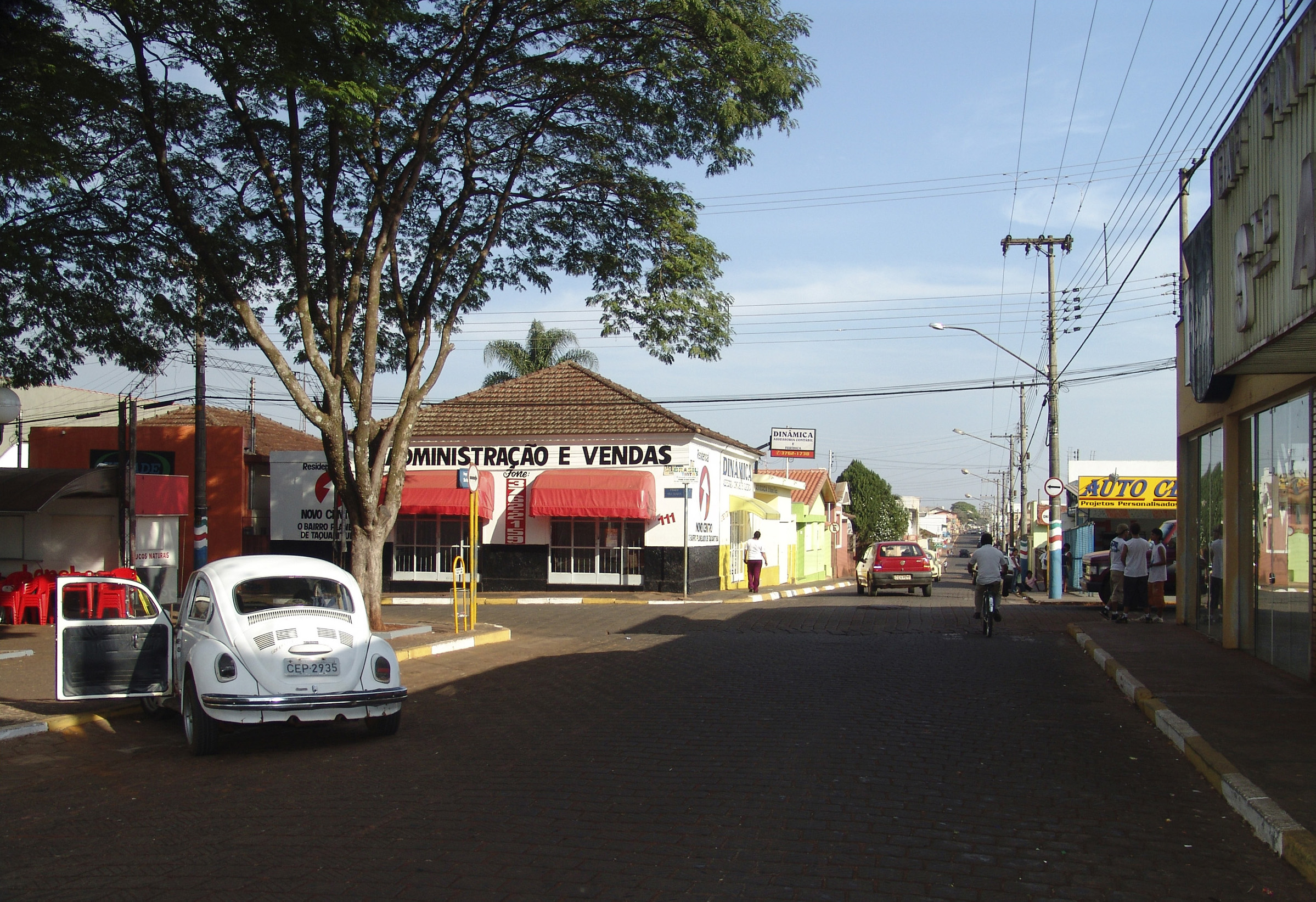
Rua central